# Elliot Slessor
Elliot Slessor (Gateshead, 4 agosto 1994) è un giocatore di snooker inglese.

## Carriera
Il debutto di Elliot Slessor arriva allo UK Championship 2013, dove l'inglese perde 6-2 al primo turno contro Liang Wenbó. Al China Open 2015 riesce a vincere il suo primo match in un tabellone principale battendo Matthew Selt 5-3, prima di essere sconfitto dal futuro vincitore del torneo Mark Selby per 5-0.

### Stagione 2017-2018
Dopo aver perso nei primi turni in molti dei tornei iniziali, Slessor arriva ai quarti all'Indian Open uscendo contro Mark King, dopo aver eliminato Alan McManus, Joe Perry e Shaun Murphy. L'inglese ha un altro exploit durante il Northern Ireland Open, data anche la sonora sconfitta che rifila a Ronnie O'Sullivan (4-1). La sua insperata corsa alla finale, viene fermata da Mark Williams che lo batte 6-2 in semifinale e vince il titolo contro Yan Bingtao. Dopo aver proseguito la stagione 2017-2018 in modo discreto, Slessor vince il suo secondo match su due disputati contro O'Sullivan, eliminandolo al primo turno del China Open con il punteggio di 6-2.

### 2018-
Conquista un altro buon risultato al German Masters 2020, arrivando ai quarti dove viene battuto 5-0 da Neil Robertson.

## Ranking[11]
| Stagione  | Ranking iniziale | Ranking finale |
| --------- | ---------------- | -------------- |
| 2013-2014 | Non classificato | 108            |
| 2014-2015 | 85               | 91             |
| 2016-2017 | Non classificato | 113            |
| 2017-2018 | 86               | 68             |
| 2018-2019 | Non classificato | 94             |
| 2019-2020 | 76               | 60             |
| 2020-2021 | 60               |                |